# ウハム・ペンデ州
ウハム・ペンデ州（フランス語: Ouham-Pendé、サンゴ語: Wâmo-Pendë）は、中央アフリカ共和国の州である。州都はボズム。国土の北西部に位置し、西をカメルーンと接する。面積は約1.8万平方キロメートル、人口は約24万人（2021年推計）。州名は州内を流れるウハム川とペンデ川に由来する。

## 歴史
1946年10月16日にウハム・ペンデ地域として創設され、1961年1月23日に州となった。
2021年1月21日、州北部がリム・ペンデ州として分離。チャドとは接さなくなった。

## 経済
キビやキャッサバ、トウモロコシ、カボチャ、豆類を主とする食用作物の栽培地域であるため、そういった作物の栽培がさかん。また、商品作物では綿の栽培がさかん。州の北部と西部では牛が飼育がさかんである。

## 隣接州
- リム・ペンデ州
- ウハム州
- オンベラ・ムポコ州
- ナナ・メンベレ州
- アダマワ州 (カメルーン)

## 下位行政区画

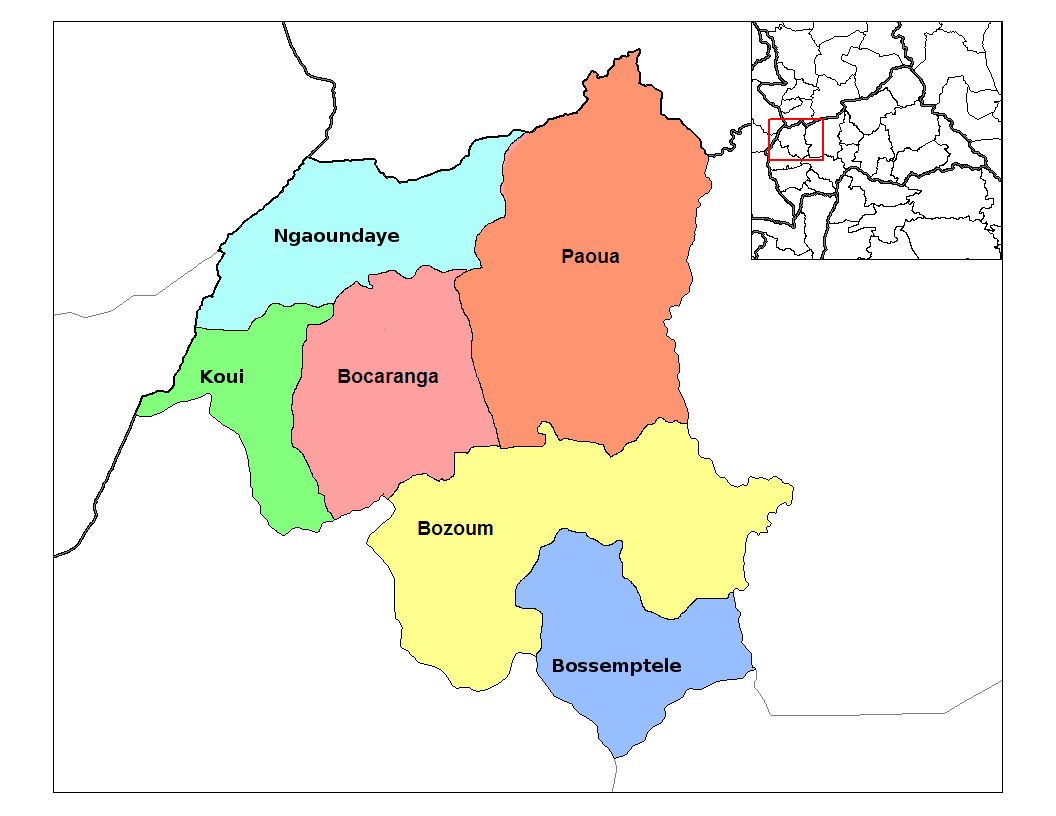
ウハム・ペンデ州の郡（2021年以前）

リム・ペンデ州分離後は4郡に分けられている。
- ボカランガ（フランス語版）
- ボズム
- ボセンテレ（フランス語版）
- コウイ（フランス語版）